# Смирницкий, Николай Николаевич
Николай Николаевич Смирницкий (1927—1993) — советский военный деятель и инженер, организатор создания и испытаний стратегического ракетного вооружения, генерал-лейтенант инженерно-технической службы (1967), генерал-лейтенант (1984). Начальник Главного управления ракетного вооружения — заместитель главнокомандующего РВСН СССР по вооружению (1967—1975). Лауреат Ленинской премии (1967).

## Биография
Родился 9 августа 1918 года в Одессе.
С 1936 по 1941 год обучался в Одесском электротехническом институте.
С 1941 года призван в ряды Рабоче-Крестьянской Красной армии и направлен для обучения на военные курсы Смоленского артиллерийского училища, по окончании которого с 1942 года участник Великой Отечественной войны в составе штаба стрелковой дивизии в должностях: командира учебного взвода миномётной батареи, помощник начальника и начальник артиллерийского снабжения штаба этой дивизии. Воевал на Северо-Западном фронте, на 1-м Белорусском и 2-м Прибалтийском фронтах.
С 1946 по 1949 год на службе в Бригаде особого назначения Резерва Верховного Главного командования (БрОН РВГК): в должности помощник начальника группы и штаба дивизиона. В 1947 году Н. Н. Смирницкий в составе специалистов 4-го Государственного центрального полигона Министерства обороны СССР (полигон Капустин Яр) был непосредственным участником пуска первой баллистической ракеты А-1. С 1949 по 1957 год служил в центральном аппарате Главного артиллерийского управления Советской армии в должности начальника отдела 4-го управления (Управление реактивного вооружения), занимался вопросами по созданию ракетно-космической техники и ракетного вооружения стратегического назначения.
С 1957 по 1975 год служил в центральном аппарате Главного управления ракетного вооружения Министерства обороны СССР в должностях: с 1957 по 1960 год заместителя начальника и с 1960 по 1961 год — начальника Первого управления, занимался осуществлением опытно-конструкторских работ по баллистическим ракетам стратегического назначения. С 1961 по 1967 год — заместитель начальника Главного управления ракетного вооружения по опытно-конструкторским и научно-исследовательским работам. С 1967 по 1975 год — начальник Главного управления ракетного вооружения — заместитель главнокомандующего Ракетных войск стратегического назначения СССР по вооружению и член Военного совета Ракетных войск стратегического назначения СССР. Н. Н. Смирницкий внёс существенный вклад в создание первых образцов ракетного и космического вооружения, а так же многих ракетных комплексов (в том числе межконтинентальных баллистических и средней дальности) и оснащение этими ракетами частей и соединений Ракетных войск стратегического назначения.
В 1967 году «закрытым» Постановлением ЦК КПСС и СМ СССР «За руководство испытаниями новых образцов ракетного вооружения» Н. Н. Смирницкий был удостоен Ленинской премии.
Скончался 18 февраля 1993 года в Москве, похоронен на Троекуровском кладбище.

## Высшие воинские звания
- Генерал-майор инженерно-технической службы (9.05.1961)
- Генерал-лейтенант инженерно-технической службы (23.02.1967)
- Генерал-лейтенант-инженер (18.11.1971)
- Генерал-лейтенант (26.04.1984)[5]

## Награды
- Орден Ленина (1957, 1961)
- Орден Отечественной войны 1-й степени (1945, 1985) и 2-й степени (1944)
- Орден Трудового Красного Знамени (1966, 1974)
- Орден Красной Звезды (29.04.1956, 30.12.1956)
- Ленинская премия (1967)[1][2][3][4]